# Dotilla
Dotilla is een geslacht van krabben uit de familie van de Dotillidae.

## Soorten
- Dotilla blanfordi Alcock, 1900
- Dotilla fenestrata Hilgendorf, 1869
- Dotilla intermedia De Man, 1888
- Dotilla malabarica Nobili, 1903
- Dotilla myctiroides (H. Milne-Edwards, 1852)
- Dotilla pertinax Kemp, 1915
- Dotilla sulcata (Forskål, 1775)
- Dotilla wichmanni de Man, 1892